# Ghailene Chaalali
Ghailene Chaalali (en árabe: غيلان الشعلالي‎; La Manouba, 28 de febrero de 1994) es un futbolista tunecino que juega en la demarcación de centrocampista para el Espérance de Tunis del Championnat de Ligue Profesionelle 1.

## Selección nacional
Hizo su debut con la selección de fútbol de Túnez el 12 de junio de 2017 en un encuentro de clasificación para la Copa Africana de Naciones de 2019 contra Egipto que finalizó con un resultado de 1-0 a favor del combinado tunecino tras el gol de Taha Yassine Khenissi. El 2 de junio fue elegido por el seleccionador Nabil Maâloul para disputar la Copa Mundial de Fútbol de 2018.
Fue titular en la victoria de Túnez por 2 a 1 sobre Panamá que significó el segundo triunfo de los tunecinos en la historia de los mundiales, después de la victoria por 3 a 1 sobre México en 1978.

### Goles internacionales
| # | Fecha                   | Estadio                                 | Oponente                        | Gol | Resultado | Competición                                          |
| - | ----------------------- | --------------------------------------- | ------------------------------- | --- | --------- | ---------------------------------------------------- |
| 1 | 1 de septiembre de 2017 | Estadio Olímpico de Radès, Radès, Túnez | República Democrática del Congo | 2–1 | 2-1       | Clasificación para la Copa Mundial de Fútbol de 2018 |

## Clubes
| Club               | País    | Año       | Partidos | Goles |
| ------------------ | ------- | --------- | -------- | ----- |
| Espérance de Tunis | Túnez   | 2014-2019 | 138      | 7     |
| Yeni Malatyaspor   | Turquía | 2019-2020 | 16       | 0     |
| Espérance de Tunis | Túnez   | 2020-2024 | 75       | 3     |
| Al-Ahli Tripoli    | Libia   | 2024-     | 14       | 0     |

## Palmarés

### Campeonatos nacionales
| Título                               | Club               | País  | Año  |
| ------------------------------------ | ------------------ | ----- | ---- |
| Copa de Túnez                        | Espérance de Tunis | Túnez | 2016 |
| Championnat de Ligue Profesionelle 1 | Espérance de Tunis | Túnez | 2017 |
| Championnat de Ligue Profesionelle 1 | Espérance de Tunis | Túnez | 2018 |
| Championnat de Ligue Profesionelle 1 | Espérance de Tunis | Túnez | 2019 |
| Supercopa de Túnez                   | Espérance de Tunis | Túnez | 2019 |

### Campeonatos internacionales
| Título                      | Club               | País  | Año  |
| --------------------------- | ------------------ | ----- | ---- |
| Campeonato de Clubes Árabes | Espérance de Tunis | Túnez | 2017 |